# Bengse
Bengse (ou Begse) est un village de la Région du Littoral au Cameroun, situé dans la commune de Bonaléa

## Population et développement
En 1967, la population de Bengse était de 148 habitants, essentiellement des Bankon (Abo). Elle était de 55 habitants dont 26 hommes et 29 femmes, lors du recensement de 2005.